# Подгорный (Шарлыкский район)
Подгорный — поселок в Шарлыкском районе Оренбургской области в составе Сарманайского сельсовета. 

## География
Находится на расстоянии примерно 18 километров по прямой на север от районного центра села  Шарлык.

## Население
Население составляло 20 человек в 2002 году (русские 95%),  13 по переписи 2010 года.